# Лістенгурт Михайло Олександрович
Михайло Олександрович Лістенгурт (16 жовтня 1903 — 22 лютого 1939) — український радянський розвідник. Начальник Третього відділу (розвідувального) Управління НКВС Української РСР (1938).

## Життєпис
Народився 16 жовтня 1903 року у місті Одесі. У 1927 році прослухав молодши курс Вищої прикордонної школи ОДПУ.
З 1921 року — секретний співробітник, старший діловод, співробітник з доручень Київського губернського відділу
З 1922 року — діловодом Повноважного представництва ОДПУ України.
З 1923 по 1925 рр. — співробітник з доручень контррозвідувального відділу, помічник уповноваженого контррозвідувального відділу Повноважного представництва ОДПУ на південному сході Росії.
З 1927 року — в контррозвідці Новочеркаського райвідділу, З 1931 року — уповноважений, начальник Спецбюро Особливого відділу Повноважного представництва ОДПУ Північнокавказького краю.
З 1935 року — начальник відділення Контррозвідувального відділу Повноважного представництва Об'єднаного державного політичного управління по Північнокавказькому краю.
До 1934 року — він очолює Іноземний відділ Повноваженого представництва зазначеного ОДПУ.
У січні 1934 року — помічник начальника Особливий відділ Управління державної безпеки Управління народного комісаріату внутрішніхсправ по Північнокавказькому краю.
З січня 1935 по 1 липня 1935 рр. — заступник начальника секретно-політичного відділу УДБ Управління НКВС по Азово-Чорноморському краю.
У серпні 1936 року — очолив відділення СПВ Головного Управління державної безпеки НКВС СРСР.
З червня 1937 року — він обіймає посаду помічника начальника 5-го відділу ГУДБ НКВС СРСР.
У лютому 1938 року — тимчасово виконує обов'язки начальника Третього відділу (розвідувального) Управління НКВС Української РСР.
З червня 1938 по 25 жовтня 1938 рр. — заступник начальника 3-го відділу Першого Управління НКВС СРСР
З 25 жовтня 1938 рр. — заарештований.
22 лютого 1939 року — засуджений та розстріляний.